# Playa de Chamoso
La playa de Chamoso es una cala rocosa situada al sur de la parroquia de San Martiño de Porto, en el municipio coruñés de Cabanas (Galicia, España).

## Descripción
Es una playa de arena fina con afloramientos rocosos, semejante a otras de la ría de Ares, de la que forma parte. No cuenta con ningún servicio, excepto un pequeño aparcamiento cerca del acceso peatonal que salva el fuerte desnivel.

## Galería

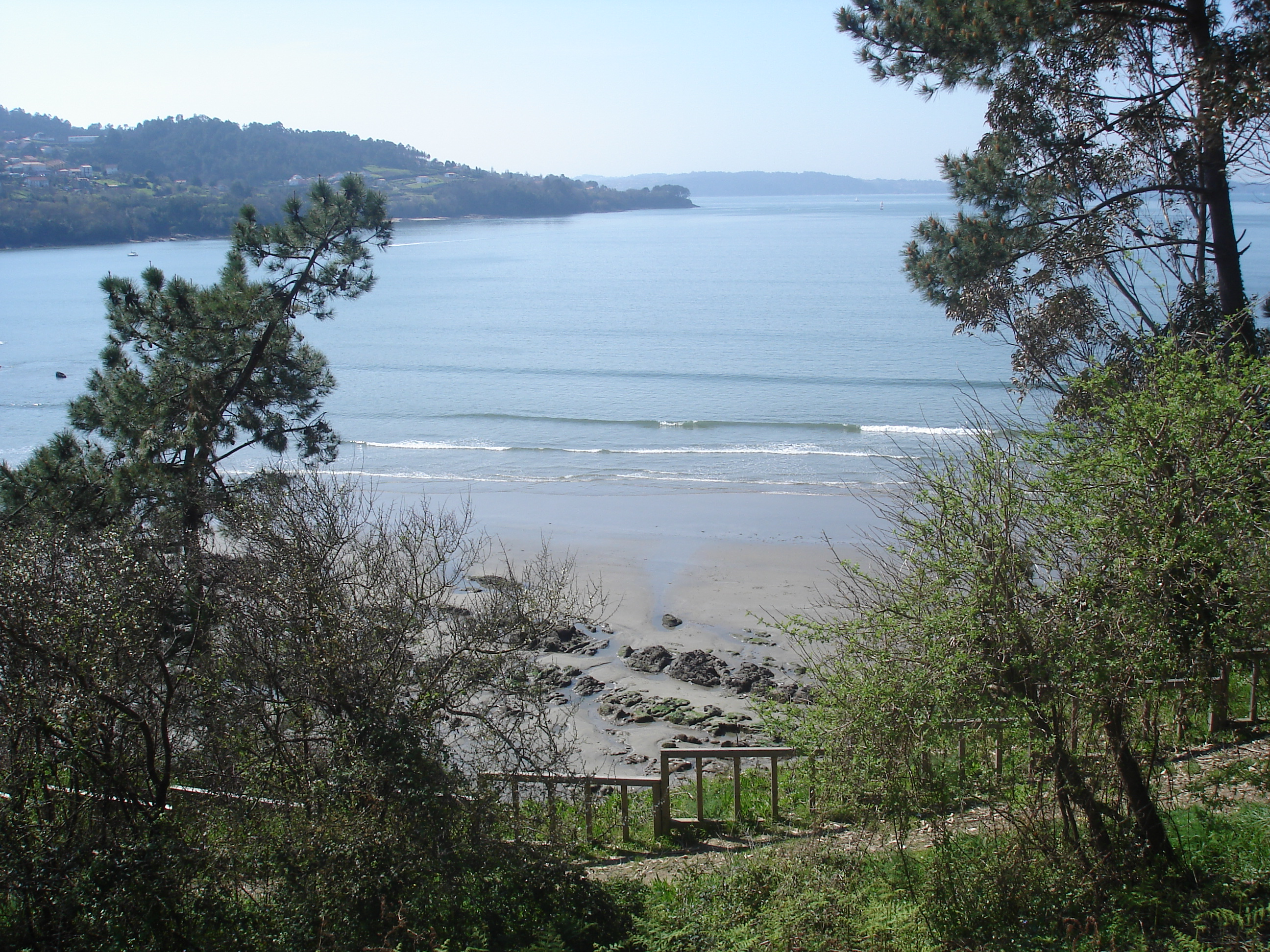
Vista desde el acantilado.